# Transição para a televisão digital terrestre nos Estados Unidos
A transição do DTV (abreviação para televisão digital, também chamado de transmissão digital) nos Estados Unidos é uma transição do sinal de TV analógica (o método tradicional de transmissão de sinais de televisão) para exclusivamente TV digital em transmissão de sinal aberto por satélite livre na programação de televisão. A transição da televisão analógica para digital foi descrito por David Rehr, então presidente e CEO da National Association of Broadcasters, como representando "o avanço mais significativo da tecnologia de televisão desde TV a cores foi introduzida". Para estações de geradoras de TV (full-power), a transição entrou em vigor na sexta-feira 12 de junho de 2009, com estações encerrando a programação regular em seus sinais analógicos, o mais tardar 23:59 hora local naquele dia.
De acordo com a Lei de 2005 Digital Transição e Segurança Pública , transmissão full-power da televisão analógica nos Estados Unidos teria deixado após terça-feira dia 17 de fevereiro de 2009. Para ajudar os consumidores dos Estados Unidos através da conversão, a Lei também estabeleceu um patrocinado pelo governo federal DTV Converter Box Programa de Cupom .
A Lei DTV Delay mudou a data de corte analógica obrigatória para 12 de junho de 2009, embora fosse permitido estações de cessar transmissões analógicas antes da nova data de corte obrigatório. A legislação foi promulgada em 4 de fevereiro e em 11 de fevereiro, o presidente Barack Obama assinou a lei. O objetivo da extensão era ajudar as milhões de famílias que não tinham sido capazes de obter seus cupons para conversores porque a demanda de cupons ultrapassaram o financiamento previsto no projeto de lei inicial, deixando milhões em uma lista de espera para receber cupons. Financiamento para cupons extras foi fornecido pela Lei de 2009 Recuperação e Reinvestimento. À meia-noite, na data de corte original de 17 de Fevereiro, as 641 estações que representam 36 por cento dos emissores de potência baixa nos EUA estavam transmitindo exclusivamente em digital.
Transmissão analógica não cessou completamente após o prazo de 12 de junho de acordo com as disposições da lei Short-term Analog Flash and Emergency Readiness Act, cerca de 120 estações geradoras brevemente mantida analógico serviço "noturna", que terminará em 12 de julho. Em uma categoria separada, estações de baixa potência de televisão serão autorizados a continuar transmissões analógicas por mais alguns anos. Em setembro de 2010, a Federal Communications Commission (FCC) anunciou uma proposta para estabelecer um prazo rígido de 2012, para as estações de baixa potência para transmitir em digital. Em 15 de julho de 2011, a FCC publicou os prazos de transição necessários para a televisão de baixa potência. emissoras em canais de 52-69 eram obrigados a desocupar os canais até 31 de dezembro de 2011 por ordem do governo dos Estados Unidos, todos transmissores de televisão analógico devem serem desligados até 1º de Setembro de 2015.

## Mandato do Congresso
O prazo do Congresso para a transição para as transmissões digitais foi adiado várias vezes. Congresso aprovou a Telecommunications Act of 1996 (Lei de Telecomunicações de 1996) com a data de transição inicial de 31 de dezembro de 2006. A transição para a televisão digital foi adiada várias vezes depois disso. Primeiro a 31 de dezembro de 2008, em seguida, a 17 de fevereiro de 2009 e finalmente, a 12 de Junho de 2009.
Todas as transmissões de TV analógicas full-power ("potência baixa") nos EUA foram exigidas por lei para acabar em 12 de junho de 2009. Desde 1º de março de 2007, todos os novos dispositivos de televisão que recebem sinal over-the-air (aberto), incluindo televisões portáteis de bolso, sintonizadores da placa na captura de vídeo no computador pessoal e gravadores de DVD, foram obrigados a incluir sintonizadores digitais da ATSC. Antes disso, a exigência foi extinto começando com tamanhos de tela maior. Antes da conclusão do processo de transição, a maioria das emissoras norte-americanas estavam transmitindo seus sinais em ambos os formatos analógico e digital, embora alguns são apenas digital. Estações digitais transmitir em outro canal, que foi atribuído a cada emissora de energia total em um canal digital eleição de três rounds.
A transição do formato analógico NTSC para o formato digital ATSC foi originalmente necessário para ser concluída em 17 de fevereiro de 2009, conforme estabelecido pelo Congresso na Digital Transition and Public Safety Act of 2005 (Lei de Transição Digital e Segurança Pública de 2005). Após o switch-off (desligamento de sinal) analógico, o FCC realocou canais 52 a 69 (banda de 700 MHz) para o tráfego de outros meios de comunicação, a conclusão da realocação dos canais 52-69 de transmissão, que começou no final dos anos 90. Estes canais foram leiloados no início de 2008, com os licitantes vencedores para tomar posse deles em junho de 2009. Quatro canais desse porção do espectro de transmissão (60, 61, 68 e 69) será realizada para realocação de comunicações de segurança pública (tais como a polícia, bombeiros e resgate de emergência). Além disso, algumas das freqüências liberadas serão utilizados para serviços sem fio avançados (wireless) para os consumidores comerciais, como o uso planejado da Qualcomm do ex-canal 55 UHF pelo seu serviço MediaFLO.
Para a televisão a cabo dos EUA, a FCC votou 5-0 em 12 de Setembro de 2007, para exigir que os operadores fazerem transmissões locais disponíveis para os seus usuários em analógico. Esta exigência se estende até 2012, quando a FCC irá analisar o caso novamente. Isso foi necessário uma vez que muitas empresas de cabo, incluindo os mais importantes como a Comcast, tem estado a tomar canais analógicos longe de clientes.
Em 2007, um projeto de lei no Congresso dos EUA chamada de DTV Border Fix Act (Lei Fronteira Fixa DTV) foi introduzido. Ela permitia que todas as estações de televisão dentro de 80 quilômetros (50 milhas) da fronteira com México, em áreas como a San Diego e do Rio Grande Valley, para manter seus sinais analógicos ativa por mais cinco anos. A lei foi aprovada no Senado, mas não passou na Casa (a Câmara dos Deputados americano).
A SAFER Act (Lei SAFER) foi aprovada pelo Congresso em Dezembro de 2008 e assinada pelo então Presidente Bush pouco antes do Natal. A lei foi chamado de "analog nightlight act" ("lei analógico noturno") e permite que as estações analógicas em canais que não entram em conflito com estações digitais de pós-transição a opção de deixar o seu analógico transmissores por mais 30 dias, mas apenas para fornecer informação sobre desastres e informações sobre a transição digital.
Como o United States Department of Commerce (Departamento de Comércio) não tinha mais dinheiro para financiar cupons adicionais para caixas do conversor, e por causa de outros problemas potenciais, a equipe de transição de Barack Obama pediu ao Congresso em 8 de janeiro de 2009, carta de adiar o fim da TV analógica. O Departamento de Comércio anunciou 5 de janeiro de 2009, que o limite de 1,34 bilhões dólar em financiamento de cupom havia sido alcançado. Gene Kimmelman do Consumers Union (Consumidores da União), que queria o adiamento, temia as pessoas mais velhas, aquelas fora de cidades e os pobres precisavam de ajuda. Falando a um grupo de residentes na área como parte de uma campanha nacional para convencer as pessoas a atualizar, presidente da FCC, Kevin Martin disse em Raleigh, Carolina do Norte, que um atraso era "improvável". Ele disse que seria "injusto" a todos aqueles que fizeram o esforço para mudar, e para aqueles que compraram o espectro realocados que foram vendidos com o entendimento de transmissões analógicas terminaria em 17 fevereiro de 2009. O atraso aprovado pelo Congresso, apesar desta previsão (ver abaixo).

## Teste de transição no mercado de Wilmington, na Carolina do Norte
Como parte de um teste pela FCC para resolver preocupação na transição e recepção antes do fechamento de todo o país, todas as principais estações da rede do mercado em Wilmington, no Estado da Carolina do Norte interromperam a transmissão de seus sinais analógicos em 8 de setembro de 2008, tornando-se o primeiro mercado da nação a entrar apenas na era digital. Wilmington foi escolhida como a cidade de teste, em parte, porque as posições dos canais digitais da área permaneceria inalterada após a transição. Wilmington também foi adequada, pois não tinha morros que causam problemas de recepção e todas as estações teriam canais UHF.
A low-power WILM-LD, afiliada à CBS, assinou em seu novo sinal digital em tempo para a transição. O teste excluíram as estações de TVs UNC-TV e WUNJ (ambas afiliadas à PBS) que mantinham seus sinais analógicos, como eles são o canal oficial de informações de emergência na área em que atuam na região da cidade.
Espectadores foram notificados da mudança por meses dos serviços de anúncios públicos, reuniões da Câmara Municipal e cobertura da imprensa local. Apenas 7% dos telespectadores foram afetados pela perda de transmissões analógicas, o restante subscreverem serviços de cabo ou satélite, mas isso produziu 1.800 chamadas para o FCC por assistência. Funcionários estavam preocupados com as implicações desta para mercados maiores ou aqueles em que a dependência de longo dos transmissões por ar (aberto) superior a 30%.
Mais perturbador, enquanto muitos telefonemas dos telespectadores eram perguntas diretas sobre instalação de antenas e conversores, ou a necessidade de procurar os canais antes de ser capaz de assistir televisão digital, centenas de outras foram de espectadores que tinham instalado conversores e antenas UHF corretamente, mas ainda tinha perdido canais existentes. Mais afetadas foram as emissoras de geradora de TV que tinham sido em canais baixos do VHF. A TV WECT (afiliada à NBC em Wilmington no Canal 6), um sinal de que na sua forma analógica chegou à beira de Myrtle Beach, na Carolina do Sul, já não podia ser recebida por muitos que tinham visto a estação por anos, uma vítima de um movimento ao canal 44 UHF em um local diferente do transmissor. Área de cobertura do WECT havia sido substancialmente reduzida; para muitos que se encontravam à margem da NBC sinal analógico 6, WECT não existia mais. No entanto semanas antes, novo apenas digital WMBF-TV, uma nova afiliada da NBC, veio ao ar para servir Myrtle Beach com uma grade de sinal na cidade; como WECT, a WMBF é de propriedade da Raycom Media.
Em 7 de novembro de 2008, a FCC emitiu uma ordem permitindo que os sistema de transmissão distribuídas a ser construído por estações que de outra forma não pode cobrir a sua pegada analógico original com os seus novos canais digitais e instalações. Enquanto as emissoras podem agora candidatar-se a instalações DTS, esta decisão foi que fez muito tarde para permitir que os locais de transmissão extra sejam construídos e operacional antes do desligamento analógico original em 17 de fevereiro de 2009.